# Gouden kikkers
Gouden kikkers (Mantellidae) zijn een familie van kikkers. De groep werd voor het eerst wetenschappelijk beschreven door Raymond Ferdinand Laurent in 1946. Later werd de wetenschappelijke naam Mantellini gebruikt.
Vroeger was de familie een onderfamilie (Mantellinae) van de familie schuimnestboomkikkers (Rhacophoridae). De gouden kikkers worden ingedeeld in drie onderfamilies, twaalf geslachten en meer dan tweehonderd soorten. De soorten uit het geslacht Mantella behoren tot de bekendere vertegenwoordigers.

## Beschrijving
Sommige soorten in dit geslacht zijn zeer giftig, blijven erg klein, hebben zeer felle kleuren en zijn dagactief. Hierdoor, maar ook omdat de habitat en de levenswijze sterke gelijkenis vertonen, worden ze wel verward met de eveneens giftige pijlgifkikkers (Dendrobatidae). Omdat beide families het specialistische vermogen hebben ontwikkeld om gif uit prooidieren op te nemen en te concentreren in de huid, terwijl ze niet aan elkaar verwant zijn, is er sprake van convergente evolutie. De twee families leven namelijk duizenden kilometers uit elkaar; pijlgifkikkers leven in Midden- en Zuid-Amerika, de familie Mantellidae komt uitsluitend voor op het Afrikaanse eiland Madagaskar en het veel kleinere eiland Mayotte. Net zoals pijlgifkikkers zijn veel Mantella-soorten populair in de dierenhandel. Soorten uit de andere geslachten hebben deze kenmerken niet en lijken meer op boomkikkers (Hylidae), hoewel ze veelal kleiner blijven.

## Taxonomie
Familie Mantellidae
- Onderfamilie Boophinae
  - Geslacht Boophis
- Onderfamilie Laliostominae
  - Geslacht Aglyptodactylus
  - Geslacht Laliostoma
- Onderfamilie Mantellinae
  - Geslacht Blommersia
  - Geslacht Boehmantis
  - Geslacht Gephyromantis
  - Geslacht Guibemantis
  - Geslacht Mantella
  - Geslacht Mantidactylus
  - Geslacht Spinomantis
  - Geslacht Tsingymantis
  - Geslacht Wakea